# Aspelta clydona
Aspelta clydona är en hjuldjursart som beskrevs av Harry K. Harring och Myers 1928. Aspelta clydona ingår i släktet Aspelta och familjen Dicranophoridae. Arten är reproducerande i Sverige. Inga underarter finns listade i Catalogue of Life.